# Téléphonie large-bande
Pour les articles homonymes, voir téléphonie et bande.
La téléphonie large-bande se distingue de la téléphonie classique par une bande passante plus importante (50-7000 Hz) permettant d'améliorer sensiblement la qualité d'écoute. Les réseaux de téléphonie fixe et de téléphonie mobile standards permettent de transmettre la voix d'un correspondant entre 300 et 3400 Hz. La téléphonie large-bande utilise des codecs spécifiques comme le G.722, le G.722.2, le G.729.1 ou Opus Interactive Audio Codec
Les services de téléphonie par internet (VoIP), par exemple Skype, utilisent la téléphonie large-bande. La société France Télécom a commercialisé un service appelé téléphonie haute-définition utilisant la téléphonie large-bande. D'autres opérateurs en Europe, comme Deutsche Telekom, ont prévu de passer leur réseau de téléphonie mobile en large-bande ; c'est aussi le cas pour la téléphonie sur les réseaux mobile 4G (VoLTE). La téléphonie large-bande devrait dans les années à venir remplacer progressivement la téléphonie classique.